# 黔桂悬钩子
黔桂悬钩子（学名：Rubus feddei）为蔷薇科悬钩子属的植物。分布在越南以及中国大陆的云南、广西、贵州等地，生长于海拔680米至1,200米的地区，一般生于生低海拔的山坡疏密林下、灌丛中或山路旁，目前尚未由人工引种栽培。